# U-378
Unterseeboot 378 foi um submarino alemão do Tipo VIIC, pertencente a Kriegsmarine que atuou durante a Segunda Guerra Mundial.

## Comandantes
| Comandante                  | Data                                           |
| --------------------------- | ---------------------------------------------- |
| Alfred Hoschatt             | 30 de outubro de 1941 - 11 de outubro de 1942  |
| Oblt. Peter Schrewe         | 18 de junho de 1942 - 10 de setembro de 1942   |
| Kptlt. Hans-Jürgen Zetzsche | 10 de setembro de 1942 - 11 de outubro de 1942 |
| Kptlt. Erich Mäder          | 12 de outubro de 1942 - 20 de outubro de 1943  |

## Subordinação
Durante o seu tempo de serviço, esteve subordinado às seguintes flotilhas:
| Período                                         | Flotilha                                   |
| ----------------------------------------------- | ------------------------------------------ |
| 30 de outubro de 1941 - 28 de fevereiro de 1942 | 8. Unterseebootsflottille (treinamento)    |
| 1 de março de 1942 - 30 de junho de 1942        | 3. Unterseebootsflottille (serviço ativo)  |
| 1 de julho de 1942 - 30 de abril de 1943        | 11. Unterseebootsflottille (serviço ativo) |
| 1 de maio de 1943 - 20 de outubro de 1943       | 3. Unterseebootsflottille (serviço ativo)  |

## Operações conjuntas de ataque
O U-378 participou das seguinte operações de ataque combinado durante a sua carreira:
- Rudeltaktik Ziethen (23 de março de 1942 - 29 de março de 1942)
- Rudeltaktik Eiswolf (29 de março de 1942 - 31 de março de 1942)
- Rudeltaktik Robbenschlag (7 de abril de 1942 - 14 de abril de 1942)
- Rudeltaktik Blutrausch (15 de abril de 1942 - 19 de abril de 1942)
- Rudeltaktik Strauchritter (29 de abril de 1942 - 5 de maio de 1942)
- Rudeltaktik Trägertod (19 de setembro de 1942 - 22 de setembro de 1942)
- Rudeltaktik Boreas (19 de novembro de 1942 - 9 de dezembro de 1942)
- Rudeltaktik Eisbär (27 de março de 1943 - 30 de março de 1943)
- Rudeltaktik Meise (25 de abril de 1943 - 27 de abril de 1943)
- Rudeltaktik Star (27 de abril de 1943 - 4 de maio de 1943)
- Rudeltaktik Fink (4 de maio de 1943 - 6 de maio de 1943)
- Rudeltaktik Naab (12 de maio de 1943 - 15 de maio de 1943)
- Rudeltaktik Donau 2 (15 de maio de 1943 - 19 de maio de 1943)
- Rudeltaktik Mosel (19 de maio de 1943 - 24 de maio de 1943)
- Rudeltaktik Leuthen (15 de setembro de 1943 - 24 de setembro de 1943)
- Rudeltaktik Rossbach (24 de setembro de 1943 - 9 de outubro de 1943)